# Петар Дмитровић
Петар Дмитровић (Горњи Рибник, Кључ, 8. октобар 1941) је пензионисани пуковник Војске Републике Српске и доктор војних наука.

## Биографија
Пјешадијску подофицирску школу завршио је 1957. у Сарајеву. Ванредно је завршио Стенодактилографску школу 1960. у Сарајеву и положио за чин потпоручника, у који је произведен 1963. године. У Сарајеву је завршио први степен Правног факултета (1970) и Филозофски факултет (1977), на којем је 1985. магистрирао темом Педагошке импликације међу половима код грађевинских радника различите хронолошке доби. Докторирао је 1991. у Центру високих војних школа Југословенске народне армије "Јосип Броз Тито" у Београду, тезом Оспособљавање питомаца војних академија за васпитни рад са људима и војним колективима у Оружаним снагама СФРЈ. Службовао је у гарнизонима Сарајево, Хаџићи, Рајловац и Београд. Прије ступања у Војске Републике Српске био је наставник Војне андрагогије на Катедри војне психологије и андрагогије у Центру војних школа Универзитета Војске Југославије, у чину потпуковника. У ВРС је био од 4. септембра 1992. до пензионисања, 25. новембра 1996. Био је начелник одсјека за информисање у органу за морал, вјерске и правне послове команде Источно-босанског корпуса. Поред рада на информисању, припремао је часопис Источнобосанског корпуса, под називом "Штит". У чин пуковника унапријеђен је 1993. године.

## Одликовања и признања
- Медаљом за војничке врлине
- Орденом за војне заслуге са сребрним мачевима
- Орденом народне армије са сребрном звијездом
- Орденом за војне заслуге са златним мачевима
- Орденом Карађорђеве звијезде III реда[1]